# Zimnik (województwo dolnośląskie)
Zimnik (niem. Kalthaus) – wieś w Polsce położona w województwie dolnośląskim, w powiecie jaworskim, w gminie Mściwojów.

## Podział administracyjny
W latach 1975–1998 miejscowość administracyjnie należała do województwa legnickiego.

## Położenie
Zimnik położony jest na pograniczu Równiny Chojnowskiej i Wzgórz Strzegomskich, na wysokości od 205 do 220 m n.p.m.

## Historia
Historia Zimnika sięga XV wieku. Do zabytków należy neogotycka dzwonnica, wybudowana w 1869 roku, której dzwon zwoływał robotników do pracy. We wsi znajduje się kopalnia granitu, który eksploatowany jest tutaj od 1928 roku. W czasie II wojny światowej, w wyrobiskach zimnickich pracowało ponad 2 000 więźniów francuskich więzionych na zamku w pobliskim Jaworze. Jedno z dawnych wyrobisk tworzy obecnie zbiornik wodny, który w najgłębszym miejscu sięga 28 m i usłany jest półkami i ściankami granitowymi.